# Caicó
Caicó es un municipio brasileño en el interior del estado de Rio Grande do Norte. Es la principal ciudad de la región del Seridó y se localiza en la Microrregión del Seridó Occidental, en la región centro-sur del estado distando 256 km de la capital estatal, Natal.
Se encuentra en la confluencia de los ríos Seridó y Barra Nueva, ocupa un área de 1.228,574 km², el que equivale al 2,33% de la superficie estatal. Con una altitud media de 151 metros, su población estimada por el IBGE en 2011 era de 63147 habitantes, siendo la segunda más populosa del interior del Río Grande del Norte, con una densidad poblacional de 51,04 habitantes por km².

## Geografía

Caicó y municipios limítrofes

### Clima
Clima semiárido con excedente hídrico pequeño o nulo, con su estación lluviosa en otoño sujeto al régimen irregular de lluvias entre los meses de febrero a mayo, con una media de precipitación pluviométrica anual de 716,6 mm. El municipio presenta gran amplitude térmica, con una media de 27,5 °C, mínima de 18,0 °C y máxima de 33,3 °C. En un año la ciudad presenta 2700 horas de insolación, con una humedad media anual de 59%.

### Relieve
Su altitud varia de cien a doscientos metros. La sede del municipio se localiza en la depresión Sertaneja, terrenos bajos situados entre las partes altas del meseta de la Borborema y de la chapada del Apodi. Las sierras y picos más altos del municipio pertenecen a la meseta de la Borborema. El punto más elevado del municipio es la Sierra de San Bernardo, con 638 metros de altitud.

### Hidrografía
El municipio se encuentra totalmente insertado en los territorios de la cuenca hidrográfica Piranhas-Açu, siendo bordeado por los siguientes ríos:
- Río Seridó, que nace en la Sierra de los Karirís, en la Paraíba;
- Río Sabugi, que nace en la Sierra de los Teixeiras, en la Paraíba;
- Río Barra Nueva, que nace en la Sierra del Ecuador, en Parelhas, en el RN.

También podemos encontrar una concentración de pequeñas lagunas y represas de pequeño y gran porte, siendo la más importante la Represa Itans con capacidad para 81.750.000 m³ de agua. Todos los cursos de água del municipio son de naturaleza intermitente.